# Dans le parc
Dans le parc est un tableau réalisé par Berthe Morisot vers 1874. Ce pastel sur papier contrecollé sur carton représente une jeune femme et deux jeunes enfants dans un parc. Il est conservé au musée du Petit Palais, à Paris.
L'une des deux enfants représentés est Jeanne Pontillon (1870-1921), la nièce de la peintre, fille aînée d’Edma, sœur aînée de Berthe.